# Juraj Czinege
Juraj Czinege (29 de outubro de 1977) é um futebolista profissional eslovaco que atua como meia.

## Carreira
Juraj Czinege representou a Seleção Eslovaca de Futebol, nas Olimpíadas de 2000, sendo o capitão da equipe. 